# Lincoln (football, 1979)
Pour les articles homonymes, voir Lincoln.
Lincoln, de son vrai nom Cássio de Souza Soares (né le 22 janvier 1979 à Belo Horizonte, Brésil), est un footballeur brésilien évoluant au poste de milieu offensif.
Lincoln évolue à deux reprises avec l'équipe du Brésil des moins de 23 ans en 1999.

## Biographie

### FC Kaiserslautern
Lincoln arrive en Bundesliga en 2001 en provenance du Clube Atlético Mineiro. Kaiserslautern l'achète pour remplacer Sforza parti au Bayern. Son impact au club est immédiat et en 3 saisons il dispute 53 matchs avant de connaître des problèmes à la suite d'un départ au Brésil non cautionné par le club à la suite d'une blessure.

### Schalke 04
Malgré une réputation tachée à la suite de ses problèmes avec Kaiserslautern, Schalke04 vient le chercher. Schalke termine la saison vice-champion de Bundesliga en 2004-05, première saison pour Lincoln. Jusqu'en 2007 il joue à Schalke, et participe à la ligue des Champions. Il devient l'un des éléments clés de cette équipe allemande grâce à ses coups francs et sa technique.

### Galatasaray SK
Arrivé en juin 2007 au club stambouliote, Lincoln est considéré par la presse turque comme le nouveau meneur de jeu que les supporters turcs attendaient avec impatience. Accueilli comme une star, Lincoln répond très vite à toutes les attentes. Buts, passes décisives et autres gestes techniques comblent le public. Il faut attendre la sixième journée et le derby face au Beşiktaş JK pour que les choses se gâtent. Écarté du groupe avec Hakan Şükür pour avoir accueilli des membres de sa famille dans l'enceinte du camp d'entraînement malgré les instructions de son entraîneur Karl Heinz Feldkamp, Lincoln perd l'envie de jouer. S'ensuit une période marquée par les blessures et les divergences d'opinion avec son entraîneur. Lincoln parvient tout de même à remonter la pente. Il mène son équipe à la victoire à plusieurs reprises. Résultat, il finit meilleur passeur du championnat et parvient surtout à décrocher le titre de vainqueur du championnat de Turquie.
Comme la première, la deuxième saison de Lincoln en Turquie commence bien. Entouré de Milan Baroš, Harry Kewell et un Arda Turan plus mûr, Lincoln se sent épaulé. Cependant, il profite cette fois du manque crucial d'autorité de son nouvel entraîneur, Michael Skibbe, pour faire durer ses vacances plus longtemps que prévu, refuser de jouer certains matchs à l'extérieur, manquer certains entraînements pour des raisons peu convaincantes, rentrer quand bon lui semble au Brésil. D'autant plus que, hormis certains matchs en UEFA, Lincoln collectionne les mauvaises prestations. Celui que les supporters turcs voyaient comme une nouvelle icône se retrouve de plus en plus proche de la sortie. Lincoln n'attend même pas la fin de la saison pour rentrer dans son pays. Le Galatasaray SK, tragiquement éliminé de la coupe d'UEFA, finit difficilement le championnat turc à la 5e place. Frank Rijkaard remplace Bülent Korkmaz, lui-même remplaçant de Michael Skibbe, et hérite d'un effectif privé de son meneur de jeu. 
Mais Lincoln fuit la presse et s'obstine à ne pas répondre aux appels de ses dirigeants. Le président du Galatasaray SK, Adnan Polat, annonce alors que Lincoln n'a plus sa place au sein de l'effectif, qu'ils peuvent se passer d'un joueur dépourvu de tout caractère qui fait honte au grand club stambouliote. Quelques jours plus tard, les dirigeants du Galatasaray SK font savoir à la Fédération turque de football qu'ils ont mis fin au contrat de Lincoln. Son maillot, le légendaire numéro 10 de Metin Oktay et de Gheorghe Hagi, est offert à Arda Turan, jeune star du football turc formée au club. Un remplacement poste pour poste a même lieu avec l'achat d'Elano Blumer.

### Palmeiras et prêt à Avaí
Le 4 février 2010, Lincoln signe un contrat de deux ans avec Palmeiras pour un transfert évalué à 2,16 millions d'euros.

## Carrière
- 1997-2001 :  Atlético Mineiro
- 2001-2004 :  FC Kaiserslautern
- 2004-2007 :  Schalke 04
- 2007-Fév. 2009 :  Galatasaray SK
- Fév. 2010-2011 :  SE Palmeiras
- 2011 :  Avaí FC (prêt)
- Depuis 2012 :  Coritiba[2]

## Palmarès
- Vainqueur de la Coupe Intertoto en 2004 avec Schalke
- Vainqueur de la Coupe de la Ligue d'Allemagne en 2005 avec Schalke
- Champion de Turquie en 2008 avec Galatasaray
- Vainqueur de la Supercoupe de Turquie en 2008 avec Galatasaray
- Champion de l'État du Paraná en 2012 avec Coritiba